# Chthonius tzanoudakisi
Chthonius tzanoudakisi är en spindeldjursart som beskrevs av Volker Mahnert 1975. Chthonius tzanoudakisi ingår i släktet Chthonius och familjen käkklokrypare. Inga underarter finns listade i Catalogue of Life.